# Václav Krška
Václav Krška (4. října 1900 Písek – 17. listopadu 1969 Praha) byl český scenárista, režisér a spisovatel.
Jednalo se o jednoho z klasických českých filmových tvůrců, který se, mimo jiné, programově zaměřoval na filmové adaptace kvalitních literárních děl. Kromě jeho vlastních děl to byly zejména filmy inspirované dílem básníka Fráni Šrámka, dále životopisné filmy (Bedřich Smetana, Josef Slavík a Mikoláš Aleš). Byl označován lichotivým přídomkem básník českého filmu. Známé jsou i dva orientálně laděné pohádkové koprodukční snímky Labakan a Legenda o lásce.

## Život a odkaz
Pocházel z Písku a žil v nedaleké Heřmani, byl vzdělaný, sečtělý a kultivovaný, kromě své literární činnosti od mládí rád hrával a režíroval ochotnické divadlo. V roce 1939 byla v okolí Písku zfilmována jeho kniha Odcházeti s podzimem pod názvem Ohnivé léto, na tomto filmu pracoval poprvé jako pomocný režisér společně s Františkem Čápem. Také snímek Kluci na řece z roku 1944 se natáčel v Písku. Ve stejném městě se odehrávají i jeho umělecky nejcennější filmy Stříbrný vítr a Měsíc nad řekou natočené na motivy děl Fráni Šrámka.
V roce 2011 vznikla studie odstraňující tabu v nazírání na Krškovo stejnopohlavní cítění.
Václav Krška je pochován na heřmaňském hřbitově, na jeho hrobce se nachází busta, jejímž autorem je sochař Jan Kodet.
Na každoročním festivalu studentských filmů v Písku je udělována hlavní cena, která nese Krškovo jméno.

## Filmografie
- 1939 Ohnivé léto (pomocná režie společně s Františkem Čápem)
- 1941 Noční motýl (scénář společně s Františkem Čápem)
- 1944 Kluci na řece (režie společně s Jiřím Slavíčkem)
- 1945 Řeka čaruje (scénář a režie)
- 1947 Až se vrátíš
- 1947 Housle a sen
- 1949 Revoluční rok 1848
- 1950 Posel úsvitu
- 1951 Mikoláš Aleš
- 1952 Mladá léta
- 1953 Měsíc nad řekou (scénář a režie)
- 1954 Stříbrný vítr (scénář a režie)
- 1955 Z mého života (scénář a režie)
- 1956 Dalibor
- 1956 Labakan
- 1956 Legenda o lásce
- 1958 Cesta zpátky
- 1958 Zde jsou lvi
- 1960 Osení
- 1961 Kde řeky mají slunce (scénář a režie)
- 1964 Komedie s klikou
- 1964 Místo v houfu (režie povídky Optimista)
- 1966 Poslední růže od Casanovy
- 1967 Dívka se třemi velbloudy (scénář a režie)
- 1968 Jarní vody

### Televize
- 1964 Shakespearovské monology (seriál)
- 1965 Odcházeti s podzimem (scénář a režie)
- 1965 Polka jede do světa
- 1967 Poupě
- 1969 Popel